# Шефер, Энн
Энн Ше́фер (англ. Anne Schaefer; 10 июля 1870, Сент-Луис, Миссури — 3 мая 1957, Лос-Анджелес, Калифорния) — американская актриса немого кино.
В период с 1911 по 1938 год снялась в 147 фильмах. Тётя киноактрис Евы Новак (1898—1988) и Джейн Новак (1896—1990).
Родилась в Сент-Луисе, штат Миссури, и умерла в Лос-Анджелесе, штат Калифорния, в возрасте 86 лет.

## Избранная фильмография
- Йоханна вербует (1916)
- Цена хорошего времени (1917)
- Маленькая принцесса (1917)
- Социальные Колючие кустарники (1918)
- Амур перекрывает (1919)
- За садовой оградой (1919)
- Борьба Коллин (1919)
- Pegeen (1920)
- Телеграмма миссис Темпл (1920)
- Город Масок (1920)
- Наследие пустыни (1924)
- К западу от водонапорной башни (1924)
- Башня лжи (1925)
- Дьявольская танцовщица (1927)
- Ночь объявления (1928)
- Посмотрите на полевые лилии (1930)